# Vessioli (Kutaís)
Vessioli - Весёлый (rus) és un khútor que pertany al possiólok de Kutaís (krai de Krasnodar, Rússia). Es troba al riu Mokri-Sepsil, tributari del Xkeliuk, afluent de l'Aptxas, que alhora és afluent del riu Kuban. És a 23 km al sud-est de Goriatxi Kliutx i a 66 km al sud-est de Krasnodar.